# ジョーイ・オリボ
ジョーイ・オリボ（Joey Olivo、1958年1月25日 - ）は、アメリカ合衆国の男性プロボクサー。元WBAライトフライ級王者。

## 来歴
1976年6月19日、プロデビュー。
1979年3月5日、18戦無敗でNABF北米ライトフライ級王座に挑戦し王座獲得。
1979年11月16日、マーチン・バルガスとノンタイトル戦を行うが判定負けで初黒星を喫す。
1980年2月9日、NABF北米ライトフライ級王座の初防衛に成功。
1981年2月8日、イラリオ・サパタの持つWBCライトフライ級王座に挑戦するも13回TKOで敗れ王座奪取に失敗した。
1983年10月9日、NABF北米ライトフライ級王座の2度目の防衛に成功。
1984年3月21日、USBA全米フライ級タイトルに挑戦し王座獲得。
1985年3月29日、フランシスコ・キロスの持つWBAライトフライ級王座に挑戦し、15回判定で破り王座獲得。
1985年7月28日、WBAライトフライ級王座の初防衛に成功。
1985年12月8日、2度目のWBAライトフライ級王座防衛戦で柳明佑に敗れて王座陥落。
1988年6月16日、空位のNABF北米フライ級王座を獲得。
1988年10月3日、NABF北米フライ級王座の初防衛に失敗して王座陥落。
1989年4月18日、空位のWBAアメリカバンタム級王座獲得に失敗する。
1989年7月7日、ロバート・キロガとの試合を最後に引退する。

## 戦績
- プロボクシング：47戦39勝（11KO）8敗（2KO）

## 獲得タイトル
- NABF北米ライトフライ級王座
- USBA全米フライ級王座
- WBAライトフライ級王座（防衛1）
- NABF北米フライ級王座